# Evangelische Kirche Lahde

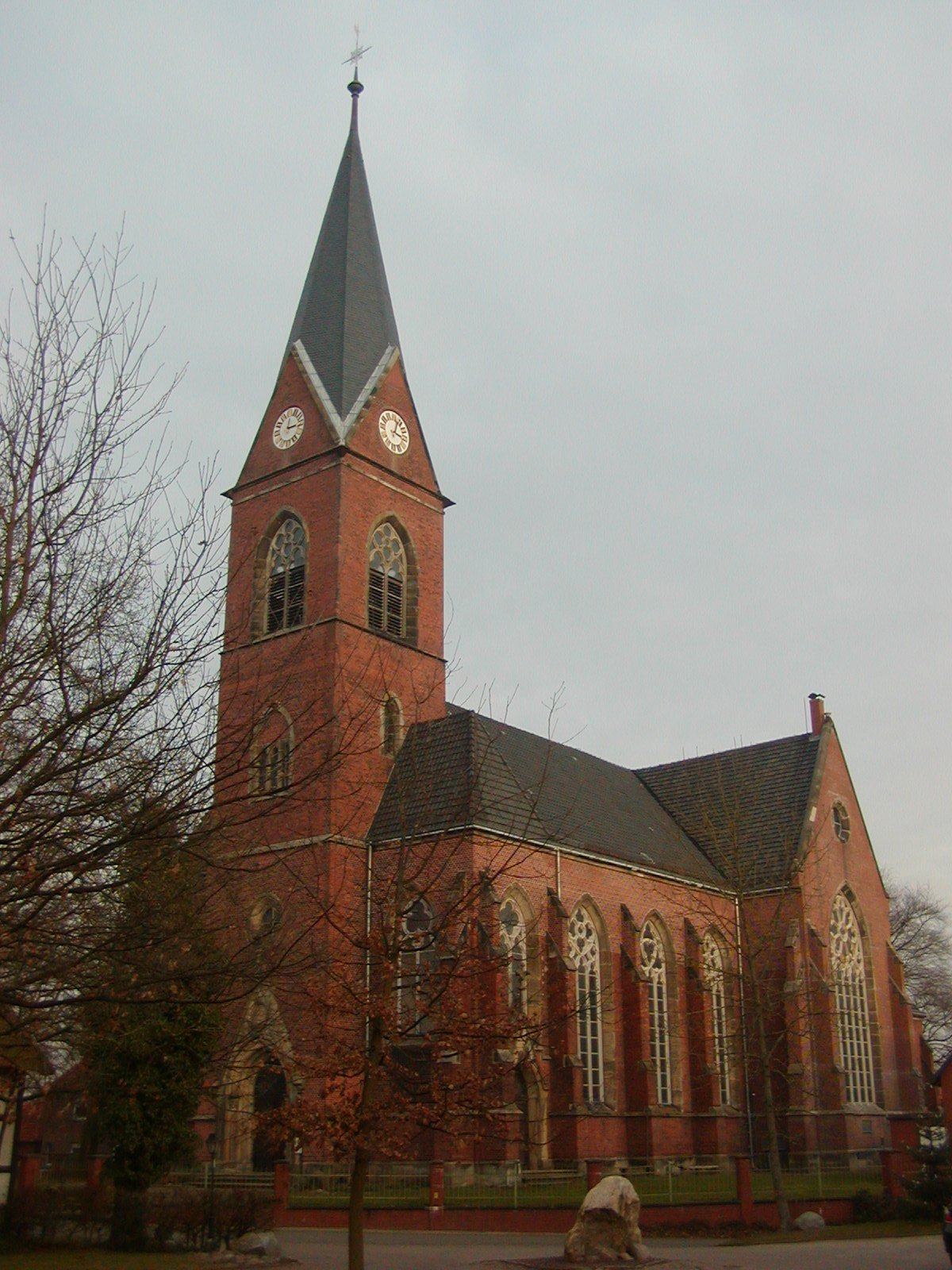
Evangelische Kirche Lahde

Die evangelische Kirche ist ein denkmalgeschütztes Kirchengebäude in Lahde, einem Stadtteil der ostwestfälischen Stadt Petershagen im Kreis Minden-Lübbecke in Nordrhein-Westfalen.

## Geschichte und Architektur
Eine Kirche wurde erstmals 1206 urkundlich erwähnt. Die neugotische Backsteinhalle mit Werksteingliederung wurde von 1892 bis 1895 von Johann August Kersten anstelle einer Vorgängerkirche errichtet. Der Chor ist polygonal geschlossen, der Westturm ist eingebunden. Im hellen Innenraum der Hallenkirche ruhen Kreuzrippengewölbe auf Rundstützen.

## Ausstattung
Die Kirche besitzt eine ungewöhnlich vollständige Ausstattung aus der Bauzeit.
- Im Windfang befindet sich ein flach gekerbtes Tympanonrelief vom 12. Jahrhundert. Es zeigt die Hand Gottes und Ornamentbänder.
- Der Giebelaufsatz von der zweiten Hälfte des 15. Jahrhunderts ist fein gearbeitet, er stammt wohl von einer Sakramentsnische.

### Orgel
Bei ihrer Fertigstellung erhielt die Kirche 1894 eine Orgel der Firma Furtwängler und Hammer, die 1994 von Gebrüder Stockmann in Werl restauriert wurde. Das Werk besitzt die folgende Disposition:
| I Hauptwerk C–f3 |                |        |
| 01.              | Bordun         | 16′    |
| 02.              | Prinzipal      | 08′    |
| 03.              | Viola da Gamba | 08′    |
| 04.              | Rohrflöte      | 08′    |
| 05.              | Bordun         | 08′    |
| 06.              | Octave         | 04′    |
| 07.              | Gemshorn       | 04′    |
| 08.              | Quinte         | 02 ⁄3′ |
| 09.              | Octave         | 02′    |
| 10.              | Mixtur IV      |        |
| 11.              | Trompete       | 08′    |

| II Rückpositiv C–f3 |                         |       |
| 12.                 | Salzional               | 8′    |
| 13.                 | Liebl. Gedackt          | 8′    |
| 14.                 | Harm. Flöte             | 8′    |
| 15.                 | Geig. Prinzipal         | 8′    |
| 16.                 | Prinzipal               | 4′    |
| 17.                 | Prinzipal               | 4′    |
| 18.                 | Progressio harm. II–III | 2 ⁄3′ |

| Pedal C–d1 |               |     |
| 19.        | Violon        | 16′ |
| 20.        | Subbass       | 16′ |
| 21.        | Prinzipalbass | 08′ |
| 22.        | Gedacktbass   | 08′ |
| 23.        | Posaune       | 16′ |

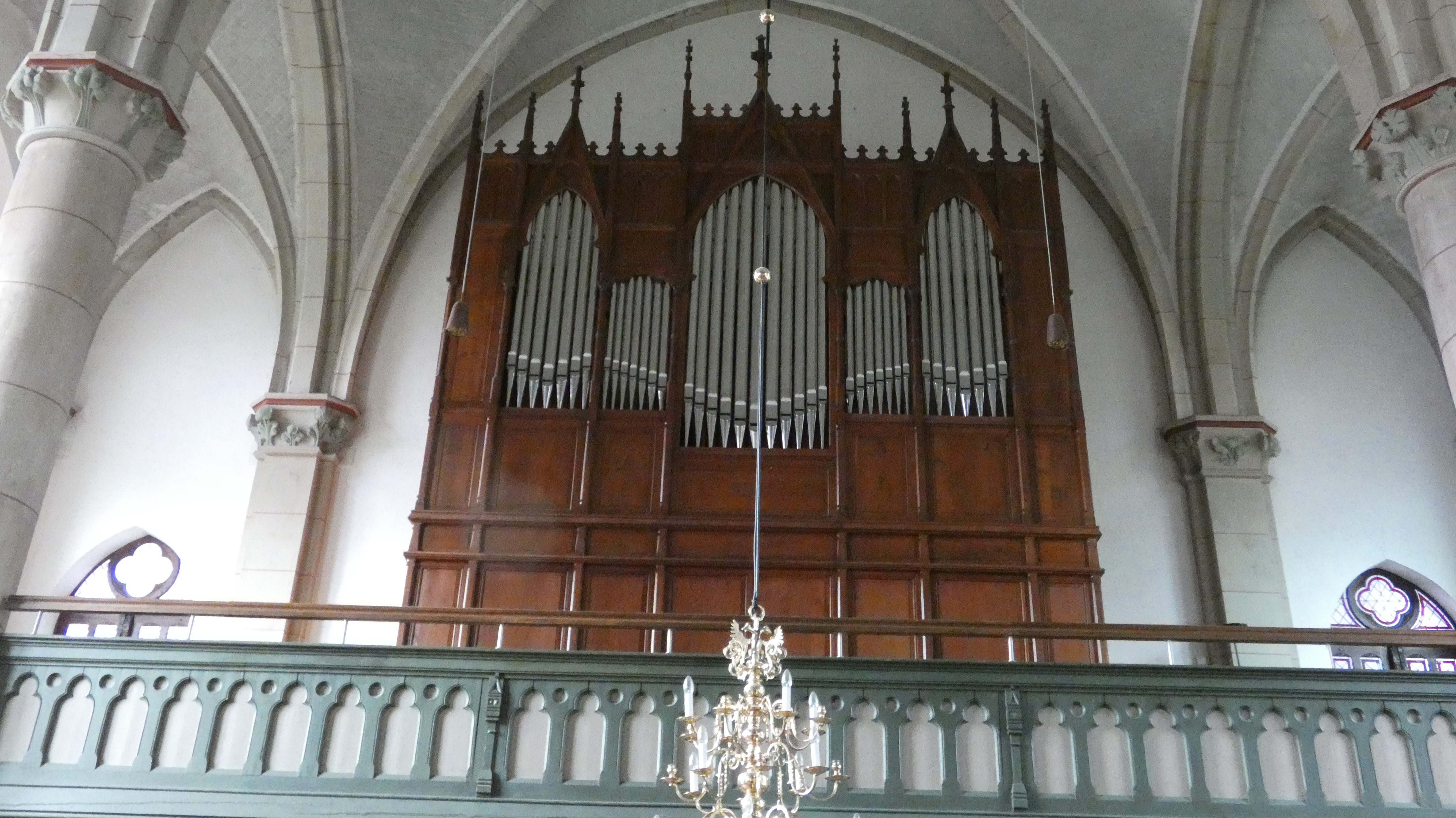
Orgel

- Koppeln: II/I, I/P, II/P, Melodiekoppel I, Schwellpedal, p/mf/f